# Zyta Homziuk
Zyta Homziuk, z d. Nogalska (ur. 13 września 1954) – polska lekkoatletka, specjalizująca się w skoku wzwyż, wicemistrzyni Polski.

## Kariera sportowa
Była zawodniczką Budowlanych Bydgoszcz i AZS Warszawa.
W 1976 została wicemistrzynią Polski seniorek na otwartym stadionie w skoku wzwyż.
Na halowych mistrzostwach Polski seniorek zdobyła jeden medal - brązowy w 1978.
Rekord życiowy w skoku wzwyż: 1,80- hala (20.02.1977).